# Paweł Smoleń
Paweł Piotr Smoleń (ur. 1970) – polski prawnik, profesor nauk społecznych, kierownik Katedry Finansów i Prawa Finansowego KUL, w latach 2008–2012 dyrektor Instytutu Prawa Wydziału Prawa, Prawa Kanonicznego i Administracji Katolickiego Uniwersytetu Lubelskiego Jana Pawła II.

## Życiorys
W 1989 rozpoczął studia prawnicze na Wydziale Prawa Kanonicznego i Świeckiego Katolickiego Uniwersytetu Lubelskiego, ukończone w 1994. Od 1 października 1994 podjął pracę w Katedrze Finansów i Prawa Finansowego KUL jako asystent. W latach 1998–1999 był członkiem zespołu ekspertów powołanego przez Prezesa Rady Ministrów przygotowującego kierunki reformy prawa podatkowego. Jest autorem ekspertyz przygotowanych na zlecenie Biura Analiz i Ekspertyz Kancelarii Sejmu, dotyczących proponowanych zmian w polskim prawie podatkowym. Stopień naukowy doktora nauk prawnych uzyskał 24 czerwca 1999 na podstawie rozprawy pt. Sytuacja rodziny w polskim prawie podatkowym, napisanej pod kierunkiem prof. dr hab. Wandy Wójtowicz, zaś 26 czerwca 2007 habilitował się na podstawie pracy zatytułowanej Kształtowanie obciążenia w podatku od spadków i darowizn. 1 lutego 2009 objął stanowisko profesora Katolickiego Uniwersytetu Lubelskiego.
W 2007 Prezes Rady Ministrów powołał go na stanowisko Prezesa Samorządowego Kolegium Odwoławczego w Lublinie. W 2008 został dyrektorem Instytutu Prawa Wydziału Prawa, Prawa Kanonicznego i Administracji Katolickiego Uniwersytetu Lubelskiego Jana Pawła II, funkcję tę pełnił do 2012. Jest przewodniczącym Rady Naukowej Międzynarodowej Sieci Naukowej KULTAX, członkiem rady redakcyjnej kwartalnika „Casus”, członkiem rady programowej miesięcznika „Przegląd Podatków Lokalnych i Finansów Samorządowych” oraz czasopisma „Prawo i Polityka”, a także członkiem oddziału Polskiej Akademii Nauk w Lublinie (Sekcja Prawo). Postanowieniem Prezydenta RP z 4 lipca 2022 otrzymał tytuł profesora nauk społecznych w dyscyplinie nauki prawne.
W latach 2012–2019 pełnił funkcję prorektora KUL. Był także kuratorem Katedry Prawa Administracyjnego na Wydziale Zamiejscowym Nauk Prawnych i Ekonomicznych w Tomaszowie Lubelskim.

## Wybrane publikacje
- 2000: Podatek od spadków i darowizn: orzecznictwo, przepisy[7]
- 2006: Kształtowanie obciążenia w podatku od spadków i darowizn[7]
- 2006: Klasyfikacja podatników na gruncie ustawy o podatku od spadków i darowizn[2]